# Condado de Mercer (Dakota del Norte)
El condado de Mercer (en inglés: Mercer County, North Dakota), fundado en 1872, es uno de los 53 condados del estado estadounidense de Dakota del Norte. En el año 2000 tenía una población de 8644 habitantes y una densidad poblacional de 3 personas por km². La sede del condado es Stanton.

## Geografía
Según la Oficina del Censo, el condado tiene un área total de 2880 km² (1112,0 mi²), de la cual 2707 km² (1045,2 mi²) es tierra y 174 km² (67,2 mi²) es agua.

### Condados adyacentes
- Condado de McLean (norte)
- Condado de Oliver (este)
- Condado de Morton (sur)
- Condado de Stark (suroeste)
- Condado de Dunn (oeste)

## Demografía
En el 2000 la renta per cápita promedia del condado era de $42 269, y el ingreso promedio para una familia era de $51 983. El ingreso per cápita para el condado era de $18 256. En 2000 los hombres tenían un ingreso per cápita de $47 969 versus $21 667 para las mujeres. Alrededor del 7.50% de la población estaba bajo el umbral de pobreza nacional.
| 1890 | 1900 | 1910 | 1920 | 1930 | 1940 | 1950 | 1960 | 1970 | 1980 | 1990 | 2000 | Est. 2009 |
| ---- | ---- | ---- | ---- | ---- | ---- | ---- | ---- | ---- | ---- | ---- | ---- | --------- |
| 428  | 1778 | 4747 | 8224 | 9516 | 9611 | 8686 | 6805 | 6175 | 9404 | 9808 | 8644 | 7873      |

## Mayores autopistas
- Carretera de Dakota del Norte 31
- Carretera de Dakota del Norte 48
- Carretera de Dakota del Norte 49
- Carretera de Dakota del Norte 200
- Carretera de Dakota del Norte 1806

## Lugares

### Ciudades
- Beulah
- Golden Valley
- Hazen
- Pick City
- Stanton
- Zap

Nota: todas las comunidades incorporadas en Dakota del Norte se les llama "ciudades" independientemente de su tamaño